# Lagartos
Lagartos est un municipio (municipalité ou canton), dans la province de Palencia et la communauté autonome de Castille-et-León, dans le Nord de l'Espagne. C'est aussi le nom de la localité chef-lieu du municipio.
Le territoire du municipio est traversé par le camino francés du Pèlerinage de Saint-Jacques-de-Compostelle qui passe par sa localité de Terradillos de los Templarios.

## Démographie
| 1900 | 1910 | 1920 | 1930 | 1940 | 1950 | 1960 | 1970 | 1981 | 1991 | 1996 | 2001 | 2004 | 2010 |
| 513  | 539  | 519  | 516  | 543  | 576  | 519  | 354  | 254  | 207  | 178  | 166  | 147  | 146  |

## Divisions administratives
Le municipio regroupe les localités suivantes :
- Lagartos (chef-lieu)
- Terradillos de los Templarios.
- Villambrán de Cea.

## Culture et patrimoine

### Pèlerinage de Compostelle
Sur le Camino francés du Pèlerinage de Saint-Jacques-de-Compostelle, on vient du municipio de Ledigos.
On passe par la localité de Terradillos de los Templarios.
Le prochain municipio traversé est celui de Moratinos.

## Sources
- (es) Cet article est partiellement ou en totalité issu de l’article de Wikipédia en espagnol intitulé « Lagartos (Palencia) » (voir la liste des auteurs).
- Grégoire, J.-Y. & Laborde-Balen, L. , « Le Chemin de Saint-Jacques en Espagne - De Saint-Jean-Pied-de-Port à Compostelle - Guide pratique du pèlerin », Rando Éditions, mars 2006,  (ISBN 2-84182-224-9)
- « Camino de Santiago St-Jean-Pied-de-Port - Santiago de Compostela », Michelin et Cie, Manufacture Française des Pneumatiques Michelin, Paris, 2009,  (ISBN 978-2-06-714805-5)
- « Le Chemin de Saint-Jacques Carte Routière », Junta de Castilla y León, Editorial Everest